# Frank Dales
Frank Christian Dales (Mount Holly (New Jersey, Verenigde Staten), 6 februari 1957) is een Nederlandse bestuurder en D66-politicus. Sinds 19 april 2016 is hij burgemeester van Velsen.

## Loopbaan
Sinds 1980 is hij actief voor D66. Zijn politieke loopbaan begon dat jaar in de gemeente Purmerend als jongste gemeenteraadslid van Nederland. In 1982 werd hij leraar Engels in Alphen aan den Rijn en in 1988 werd hij er personeelsfunctionaris. In 1990 werd Dales gekozen tot gemeenteraadslid voor D66 in Alphen aan den Rijn. Dales werd in 1994 benoemd tot wethouder van diezelfde gemeente. Medio januari 2001 werd hij burgemeester van Breukelen. Daarnaast vervulde Dales andere maatschappelijke functies. Hij was onder andere voorzitter van de Raad van Toezicht Provinciale bibliotheekcentrale Utrecht en lid van de Raad van Toezicht Vereniging Openbaar Onderwijs-Facilitair.
Dales werd partijvoorzitter toen Thom de Graaf als minister werd opgevolgd door Alexander Pechtold. Pechtold was op dat moment de partijvoorzitter en burgemeester van Wageningen, twee functies die Pechtold niet meer kon vervullen toen hij minister werd. Begin 2007 legde Dales deze functie neer, naar eigen zeggen omdat hij geen 'twee heren kon dienen' en niet voor de volle 100% partijvoorzitter én burgemeester kon zijn.
Vanaf 1 juni 2007 was Frank Dales landelijk directeur van de Nederlandse Vereniging tot Bescherming van Dieren (de Dierenbescherming). Dales heeft een ingrijpende reorganisatie van de Dierenbescherming doorgevoerd, van een vereniging met 149 zelfstandige afdelingen tot één landelijke organisatie. De reorganisatie werd unaniem bekrachtigd door de leden. Dit heeft geleid tot meer efficiency, professionalisering en kwaliteitsverbetering van het werk, een positief resultaat en de terugkeer van ledenwinst.
Onder zijn leiding is ook het Beter Leven Keurmerk voor diervriendelijker geproduceerd vlees ingevoerd. Dit heeft intussen een flink aandeel verworven in de supermarktschappen. Hierdoor is het dierwelzijnsniveau verhoogd, wordt de consument beter geïnformeerd en is de Dierenbescherming herkenbaarder geworden. Op 19 december 2009 verschijnt een artikel in diverse media, waaronder het Brabants Dagblad: 'Kruistocht tegen de rashond' waarin Frank Dales oproept tot het stoppen met fokken van rashonden. Hij vindt dat er te weinig rashonden zijn om de rassen zuiver te houden, waardoor er de meest vreselijke hondenziekten kunnen ontstaan. Op 14 januari 2016 kondigde Dales zijn vertrek aan als directeur van de Dierenbescherming.
Op 10 maart 2016 werd bekendgemaakt dat Dales is voorgedragen voor de post van burgemeester van de gemeente Velsen als opvolger van Franc Weerwind die in september 2015 burgemeester van Almere werd. Op 8 april werd bekend dat de ministerraad de voordracht heeft overgenomen om Dales per 19 april te benoemen.
- Parlement.com: vh632vmhs98h